# 节毛飞廉
节毛飞廉（学名：Carduus acanthoides）为菊科飞廉属的植物。分布在东北亚、欧洲、俄罗斯以及中国大陆的全国各地分布等地，生长于海拔260米至3,500米的地区，常生于山谷、灌丛中、水边、林缘、山坡草地、山沟及田间，目前尚未由人工引种栽培。